# Ostrožská Lhota
Ostrožská Lhota là một làng thuộc huyện Uherské Hradiště, vùng Zlínský, Cộng hòa Séc.